# 860 Ursina
860 Ursina este o planetă minoră ce orbitează Soarele, descoperită pe 22 ianuarie 1917.